# Graffenrieda scandens
Graffenrieda scandens är en tvåhjärtbladig växtart som först beskrevs av Henry Allan Gleason, och fick sitt nu gällande namn av John Julius Wurdack. Graffenrieda scandens ingår i släktet Graffenrieda och familjen Melastomataceae. Inga underarter finns listade i Catalogue of Life.